# Athlétic Club Arles-Avignon 2012-2013

## Rosa
| N. |                           | Ruolo | Calciatore        |
| -- | ------------------------- | ----- | ----------------- |
| 1  | Francia (bandiera)        | P     | Ludovic Butelle   |
| 16 | Francia (bandiera)        | P     | Florent Petit     |
| 30 | Guinea (bandiera)         | P     | Naby Yattara      |
| 3  | Cile (bandiera)           | D     | Nicolás Larrondo  |
| 2  | Francia (bandiera)        | D     | Chaher Zarour     |
| 13 | Francia (bandiera)        | D     | Sébastien Cantini |
| 15 | Francia (bandiera)        | D     | Erwan Quintin     |
| 20 | Marocco (bandiera)        | D     | Yunis Abdelhamid  |
| 5  | Costa d'Avorio (bandiera) | D     | Bakary Soro       |
| 26 | Guinea (bandiera)         | D     | Mamoudou Mara     |
| 6  | Francia (bandiera)        | D     | Ousmane N'Diaye   |
| 22 | Francia (bandiera)        | C     | Gaël Germany      |
| 21 | Francia (bandiera)        | C     | Jordan Galtier    |
| 4  | Francia (bandiera)        | C     | Damien Plessis    |
| 7  | Francia (bandiera)        | C     | Romain Rocchi     |

| N. |                           | Ruolo | Calciatore          |
| -- | ------------------------- | ----- | ------------------- |
| 24 | Francia (bandiera)        | C     | Julien Cardy        |
| 8  | Tunisia (bandiera)        | C     | Chaouki Ben Saada   |
| 23 | Ghana (bandiera)          | C     | Haminu Dramani      |
|    | Costa d'Avorio (bandiera) | C     | Kanga Akalé         |
| 29 | Guinea (bandiera)         | C     | William Aho Abou    |
| 27 | Algeria (bandiera)        | C     | Julien Lopez        |
| 9  | Belgio (bandiera)         | A     | Luigi Pieroni       |
| 10 | Rep. del Congo (bandiera) | A     | Ladislas Douniama   |
| 11 | Francia (bandiera)        | A     | Jonathan Roufosse   |
| 12 | Francia (bandiera)        | A     | Maurice-Junior Dalé |
| 17 | Francia (bandiera)        | A     | Ben Sangaré         |
| 18 | Francia (bandiera)        | A     | David Suarez        |
| 25 | Francia (bandiera)        | A     | Téji Savanier       |
| 32 | Francia (bandiera)        | A     | Hugo Rodriguez      |